# Stasin Dolny
Stasin Dolny – wieś w Polsce położona w województwie lubelskim, w powiecie chełmskim, w gminie Siedliszcze.
| SIMC    | Nazwa     | Rodzaj    |
| ------- | --------- | --------- |
| 0107956 | Nad Szosą | część wsi |

W latach 1975–1998 miejscowość administracyjnie należała do województwa chełmskiego. 
Wieś stanowi sołectwo – jednostki pomocnicze gminy Siedliszcze. Według Narodowego Spisu Powszechnego (III 2011 r.) liczyła 119 mieszkańców i była osiemnastą co do wielkości miejscowością gminy Siedliszcze.